# 크리스토퍼 홀든
크리스토퍼 홀든(Christopher Holden, 1974년 12월 26일 ~ )은 미국의 배우이다.
로스앤젤레스에서 태어났다.

## 영화
- 데스 정션 (1994년)
- 피노키오의 새로운 모험 (1999년)
- 펠리시티 (드라마) (2005년) - 조감독
- 사일런트 힐 (영화) (2006년) - 조감독